# Ентоні Вілсон (хокеїст)
Е́нтоні Ві́лсон (англ. Anthony Wilson; народився 20 серпня 1973, Сідней, Австралія) — австралійський хокеїст, захисник. Наразі тренер в «Сідней Айс-Догс» в Австралійській хокейній лізі. У складі національної збірної Австралії учасник чемпіонатів світу 2002 (дивізіон II), 2003 (дивізіон II), 2004 (дивізіон II), 2005 (дивізіон II), 2006 (дивізіон II), 2007 (дивізіон II), 2008 (дивізіон II) і 2010 (дивізіон II). 
Виступав за команди: «Сідней Айс-Догс».

## Досягнення
- Володар Кубка Гудолла (2004, «Айс-Догс»)
- Найкращий захисник чемпіонату світу 2010 (дивізіон II, група A);